# Varmeenergi
Varmeenergi er et udtryk fra dagligsproget, som ofte bruges, når man skal tale om kraftværker, fjernvarme osv. Ordet skyldes begrebsforvirring, for energi er en tilstandsmængde, mens varme er en procesmængde, som kun opstår, når der findes en temperaturforskel mellem to systemer. Et system indeholder altså aldrig "varme", men termisk energi. Begrebet "varmeenergi" sammenkæder i virkeligheden en procesmængde (varme) med en tilstandsmængde (energi).
Man kan sammenligne dette med en opstemmet vandmasse. Vandet indeholder en vis mængde energi i sin opstemmede tilstand. Når dæmningen bryder sammen, bliver to systemer forbundet: på den ene side den højtliggende, energirige vandmængde og på den anden side det lavtliggende, energifattige flodleje. Vandstrømmen går kun én vej, nemlig oppefra og nedad, mens den udligner forskellen mellem den opstemmede situation og den udtømte. 
Det opstemmede vand svarer til den termiske energimængde. Forskellen i vandhøjde svarer til forskellen i energiindhold. Vandstrømmen svarer til procesmængden, varmen, der udligner forskellen.
I 1800-tallet mente man at varme var et stof, som man kaldte for Caloric. Man var sikker på at når noget blev varmere, tilføj man noget caloric. Hvilket måtte betyde at en afkøling var når man fjernede noget Caloric. Man var dog aldrig i stand til at finde stoffet, i dag har man denne model for varme:
1. Varme er en partikelbevægelse.
2. Varmeenergi er mekanisk energi af Atomer, Molekyler og Ioner.